# Zhanqian
Zhanqian  (en chino, 站前; pinyin, Zhànqián) es un distrito urbano bajo la administración directa de la Prefectura Yingkou  en la Provincia de Liaoning, República Popular China.  Su área es de 36 km² y su población total para 2010 superó los 310 mil habitantes.

## Administración
Desde julio de 2023, el  Distrito Zhanqian   se divide en 6 pueblos administrados en subdistritos.

## Toponimia
El topónimo Zhanqian [/Zhan-Chián/] apareció en 1957 cuando se ajustaron las divisiones administrativas en la ciudad de Yingkou, estableciéndose el distrito Zhanqian como el centro de la ciudad, ya que alberga la estación de tren de Yingkou la llamaron Zhanqian , Zhan (站 estación) y Qian (前 al frente) 'al frente de la estación', de ahí su nombre.